# Culbutant de Cologne

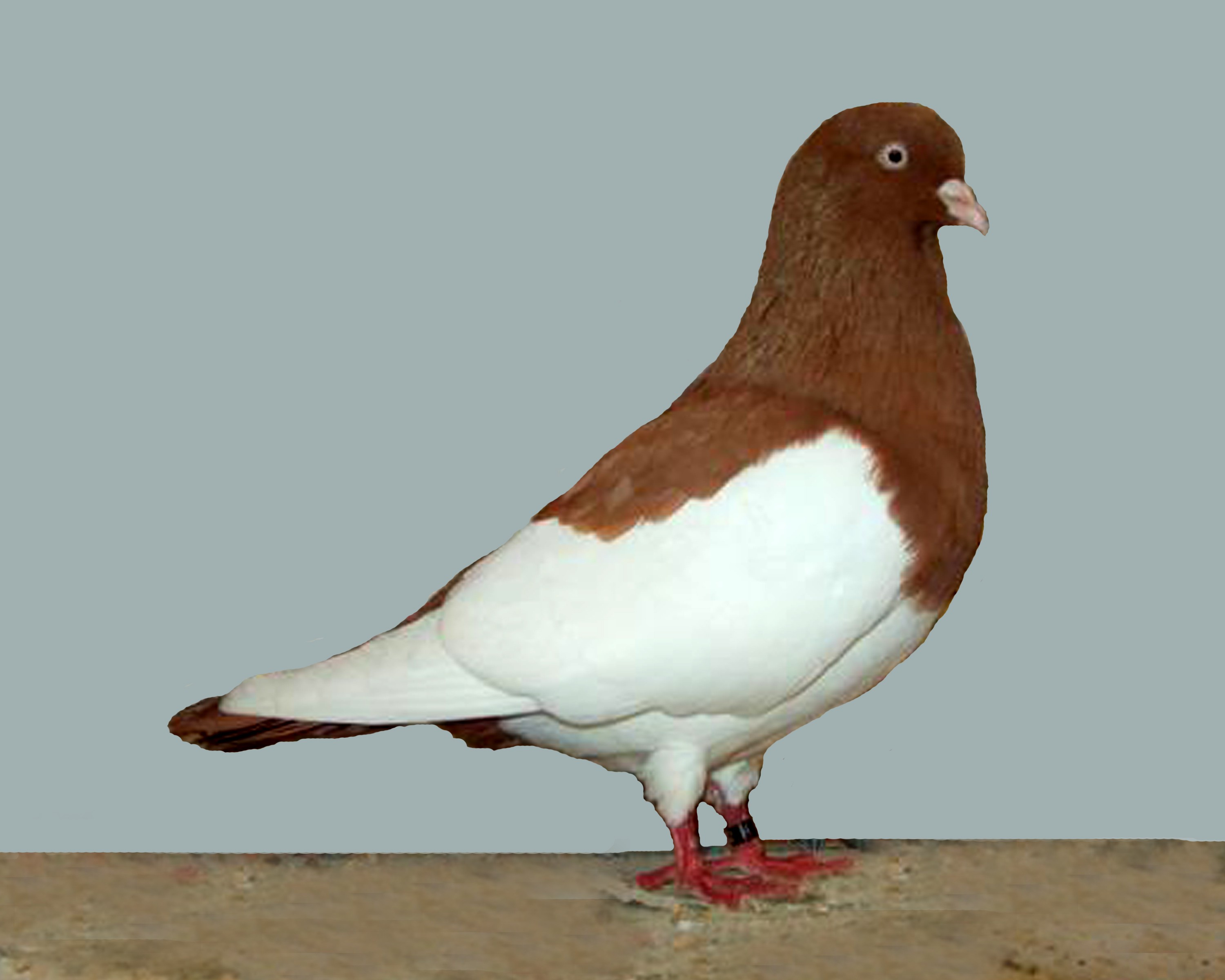
Culbutant de Cologne pie jaune.

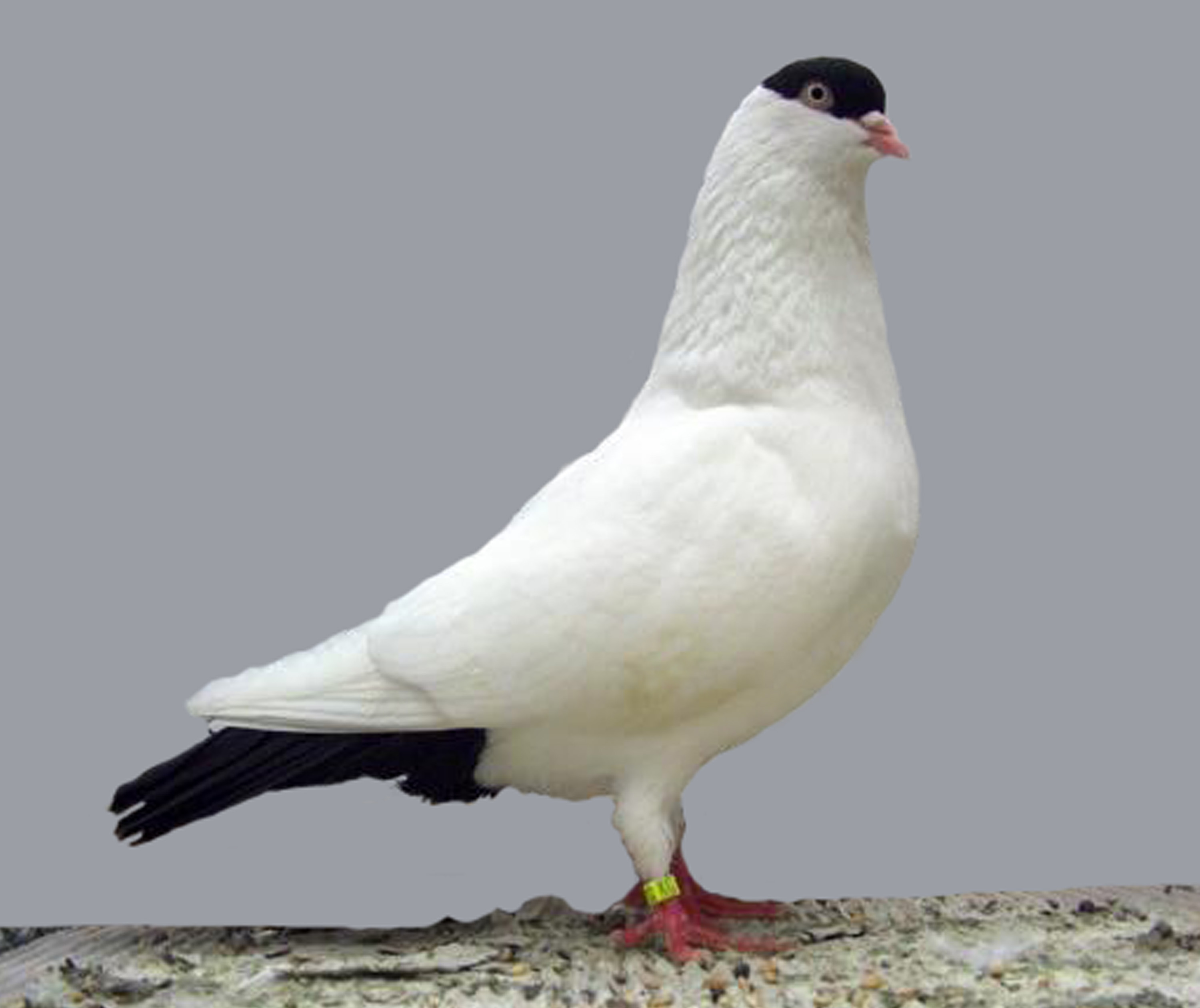
Culbutant de Cologne blanc à calotte noire.

Le culbutant de Cologne (Kölner Tümmler) est une race de pigeon domestique originaire de la région de Cologne en Allemagne, connue depuis le XIXe siècle et perfectionnée après les années 1920. Elle est classée dans les pigeons de vol.

## Description
Il s'agit d'un pigeon robuste et trapu de taille moyenne et plutôt bas sur pattes, car celles-ci sont courtes ; elles peuvent être emplumées ou non. Sa tête plutôt longue est lisse et forte avec un front peu bombé et une nuque peu marquée. Le bec est moyennement long et droit, plutôt foncé dans les variétés noires ou bleues. Le cou est court et fort.
La poitrine de ce pigeon est bien arrondie et puissante. Le dos est légèrement tombant, les ailes larges  et ne se croisent pas sur la queue qui est longue et bien fermée. 
Cette race est remarquable par la variété des coloris de son plumage, toujours abondant et serré. Le culbutant de Cologne est admis dans les coloris suivants : 
- Unicolores : en blanc, noir, rouge, jaune, bleu barré, bleu martelé, argenté barré, argenté martelé, meunier, gris-bleu.

- Pie : en noir, bleu uni, bleu martelé, rouge, jaune, argenté. Blanc à calotte et queue colorées en: noir, bleu, argenté, rouge, jaune.

- Tigre: en noir, rouge, jaune.

- Unicolore à vol blanc : à queue blanche, à vol et queue blancs: en noir, rouge, jaune, bleu barré, bleu martelé, argenté, gris-bleu.
- Les sujets à calotte ont la queue, avec couvertures et coin, colorée. la couleur est bien démarquée tout le tour. La marque de couleur de la tête part de l'angle du bec, passe par la paupière inférieure et continue en ligne droite autour de la tête. la couleur de la tête et de la queue est en harmonie, tandis que le reste du plumage est blanc[2].

Les couleurs blanche, noire, rouge et jaune doivent être pures et lustrées ; bleue et argentée sont claires autant que possible. Les barres des ailes et de la queue sont bien dessinées, fines et foncées. Les variétés meunier et crème sont barrées.
Pour les variétés à pattes emplumées, ce sont les mêmes couleurs que les variétés à pattes lisses, sauf les pies et les blancs à calotte et queue colorées que l'on ne trouve que chez les pattes lisses. Pour les unicolores à pattes emplumées, les pantoufles et les manchettes sont de la même couleur, mais chez les sujets à vol blanc et à vol et queue blancs, les manchettes sont de la couleur de fond, et les pantoufles sont blanches.

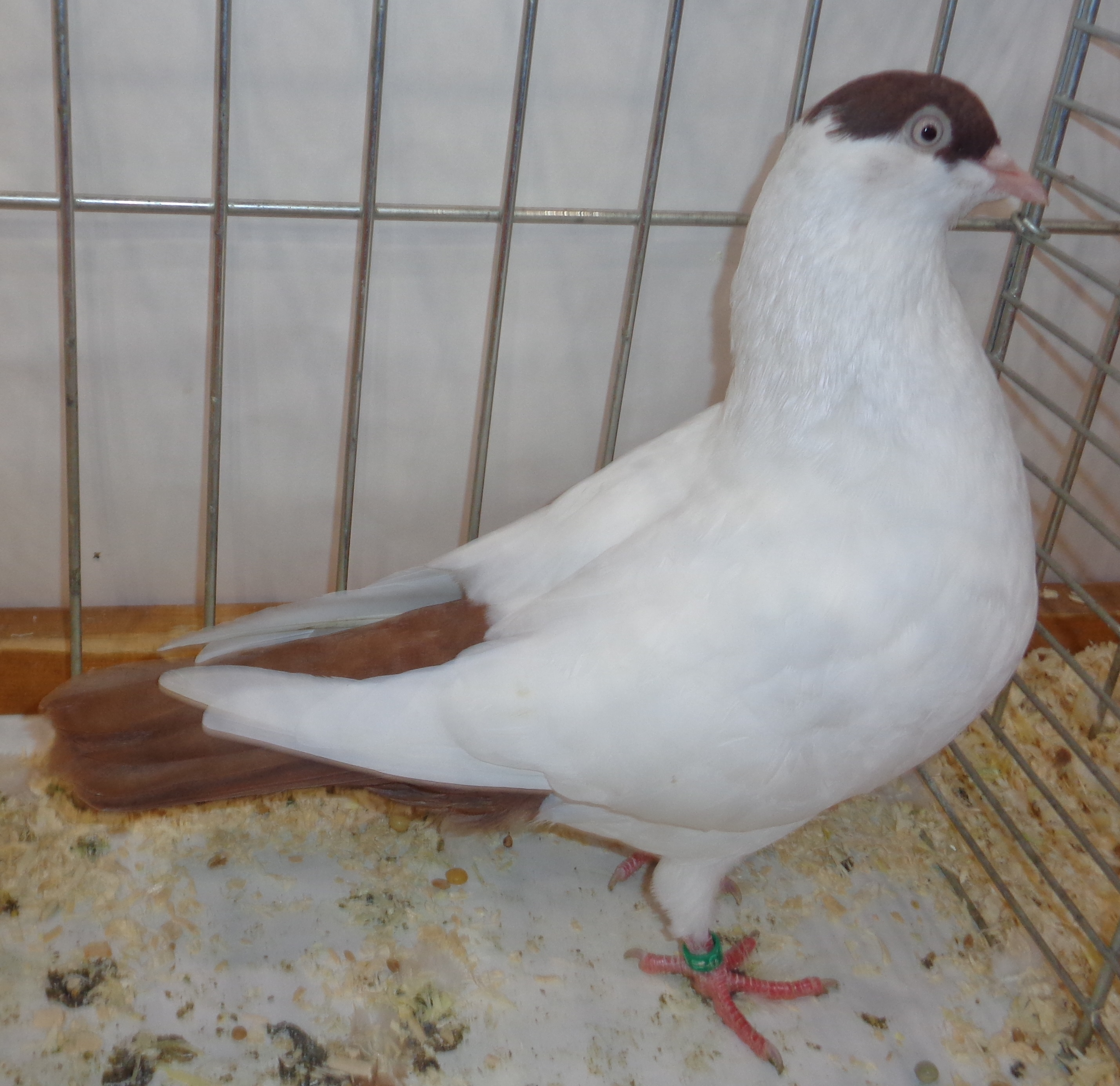
Culbutant de Cologne à calotte rouge
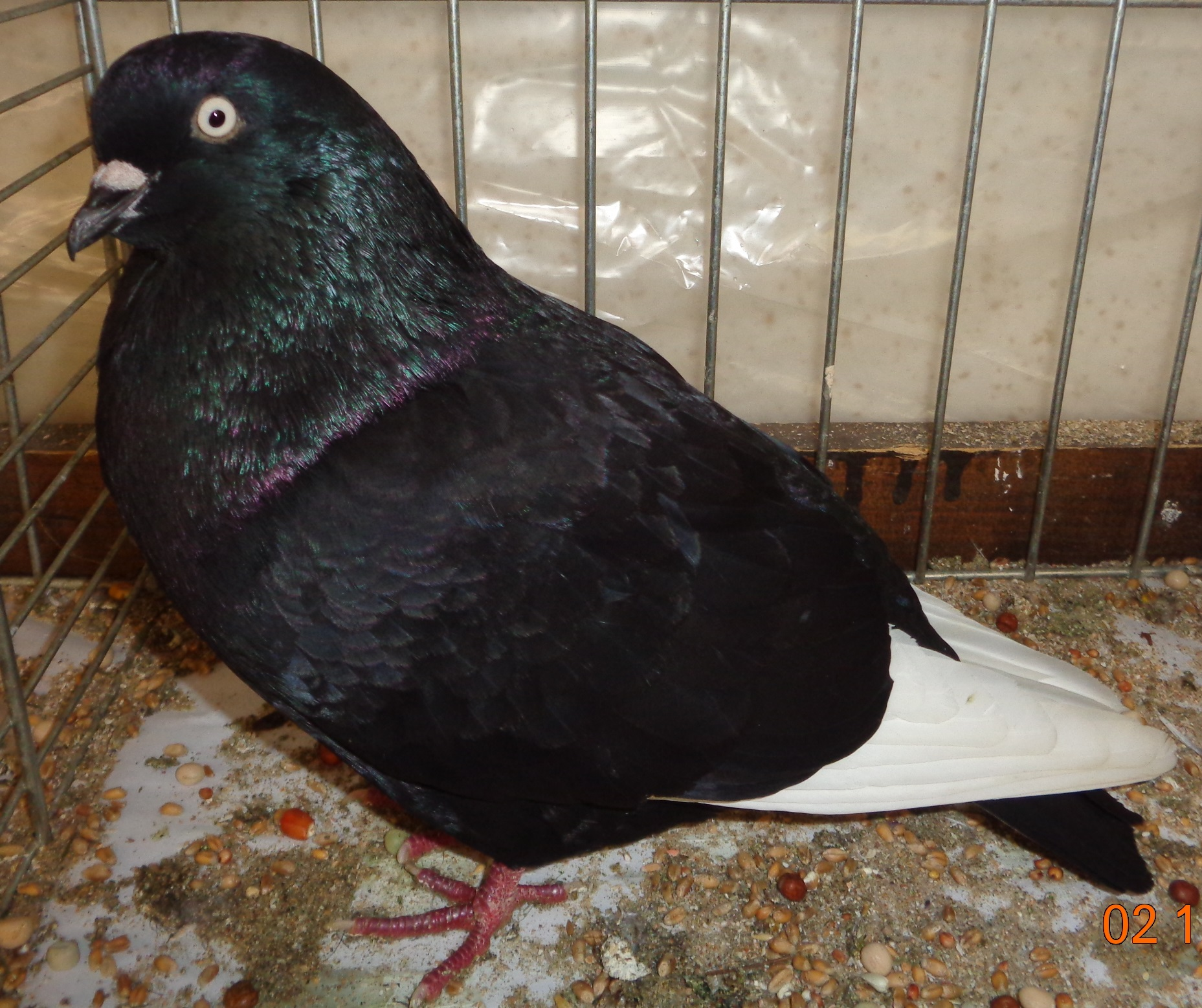
Culbutant de Cologne noir à vols blancs
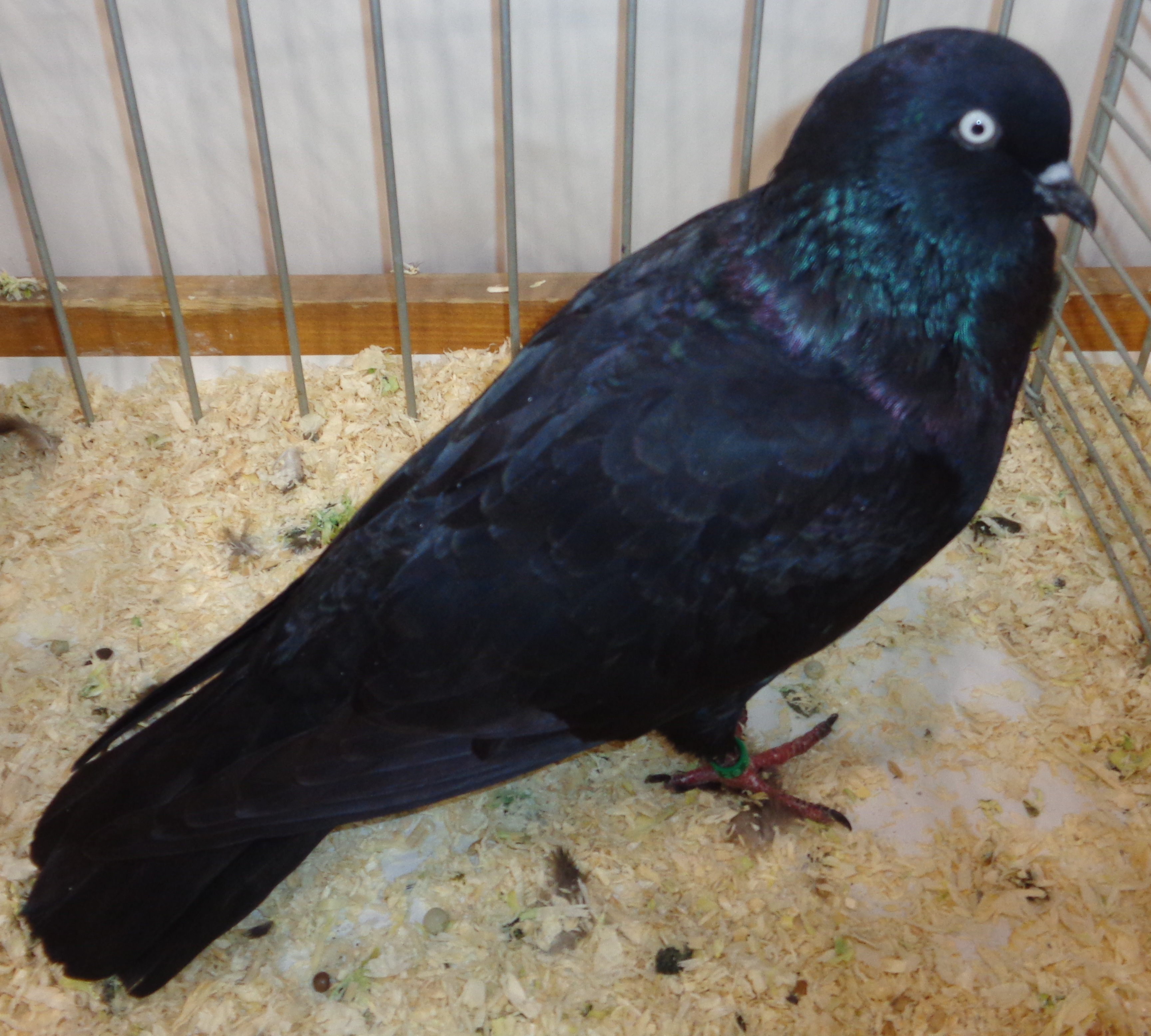
Culbutant de Cologne noir